# Munții Țarcu (sit SCI)
Munții Țarcu este o arie protejată (sit de importanță comunitară — SCI) din România, desemnată în scopul protejării biodiversității și menținerii într-o stare de conservare favorabilă a florei spontane și faunei sălbatice, precum și a habitatelor naturale de interes comunitar aflate în arealul zonei de protecție. Aceasta se întinde pe o suprafață de 58.606,1 ha, integral pe uscat.

## Localizare
Situl se întinde pe teritoriile administrative ale comunelor Armeniș, Bolvașnița, Cornereva, Marga, Slatina-Timiș, Teregova, Turnu Ruieni și Zăvoi din județul Caraș-Severin. Centrul sitului Munții Țarcu este situat la coordonatele 45°18′27″N 22°30′21″E / 45.307539°N 22.505811°E.

## Înființare
Situl Munții Țarcu (ROSCI0126) a fost declarat sit de importanță comunitară în decembrie 2007 pentru a proteja 16 de specii faunistice și floristice.

## Biodiversitate
Situată în ecoregiunea alpină vestică a Carpaților Meridionali, aria protejată conține 22 habitate naturale: Râuri alpine și vegetația herbacee de pe malurile lor, Pajiști alpine și boreale, Tufișuri cu Pinus mugo și Rhododendron hirsutum (Mugo-Rhododendretum hirsuti), Tufărișuri sub-arctice de Salix spp., Pajiști boreale și alpine pe substrat silicios, Pajiști calcaroase alpine și subalpine, Pajiști bogate în specii de Nardus, pe substraturile silicioase ale zonelor muntoase,  Comunități hidrofile de ierburi înalte de la marginea câmpiei și a etajelor montane până la alpine, Izvoare petrifiante cu formare de travertin (Cratoneurion), Mlaștini alcaline, Grohotiș stâncos al etajului montan (Androsacetalia alpinae și Galeopsitalia ladani), Păduri panonice-balcanice de stejar turcesc, Pante stâncoase calcaroase cu vegetație chasmofitică, Păduri tip Luzulo-Fagetum, Păduri tip Asperulo-Fagetum, Păduri medioeuropene tip Cephalanthero-Fagion,  Păduri de pantă, grohotiș sau ravene cu Tilio-Acerion, Păduri aluviale cu Alnus glutinosa și Fraxinus excelsior (Alno-Padion, Alnion nicanae, Salicion albae), Păduri ilirice de Fagus sylvatica (Aremonio-Fagion), Păduri ilirice de stejar și carpen (Erythronio-Carpinion), Păduri panonice-balcanice de stejar turcesc, Păduri dacice de fag (Symphyto-Fagion) și Păduri acidofile cu Picea din etajele alpine montane.
La baza desemnării sitului se află 11 specii de animale aflate pe lista roșie a IUCN și 5 specii de plante protejate la nivel european prin Directiva CE 92/43/CE din 21 mai 1992 (privind conservarea habitatelor naturale și a speciilor de faună și floră sălbatică); astfel:
- amfibieni (1): buhaiul de baltă cu burtă galbenă (Bombina variegata);

- mamifere (4):  zimbru (Bison bonasus), lup cenușiu (Canis lupus)[7], vidră de râu (Lutra lutra)[8], râs eurasiatic (Lynx lynx);

- pești (5): mreană balcanică (Barbus balcanicus), zglăvoc (Cottus gobio),  chișcar (Eudontomyzon danfordi), cicar (Eudontomyzon vladykovi), porcușor de vad (Romanogobio uranoscopus);

- nevertebrate (1): calul dracului (Cordulegaster heros);

- plante (5): ruginiță (Asplenium adulterinum), o orhidee din specia Himantoglossum jankae, un mușchi din specia Meesia longiseta, firuță de munte (Poa granitica subsp. disparilis), iarba-gâtului (Tozzia carpathica).[4]

Pe lângă speciile protejate aflate la baza desemnării sitului, pe teritoriul acestuia au mai fost identificate 15 specii din flora spontană și fauna sălbatică a României.